# Gönningen
Gönningen is een plaats in de Duitse gemeente Reutlingen, deelstaat Baden-Württemberg, en telt 3774 inwoners (2007).